# Шарапова, Зоя Николаевна
Зо́я Никола́евна Шара́пова (в девичестве Василе́нко) (1928 год, село Ровное, Свердловский район, Джамбулская область, Киргизская АССР, РСФСР, СССР — дальнейшая судьба неизвестна) — колхозница, Герой Социалистического Труда (1948).

## Биография
Родилась в 1928 году в крестьянкой семье в деревне Ровное, Джамбулская область. В 1942 году в четырнадцатилетнем возрасте вступила в колхоз имени Чапаева. Была назначена звеньевой свекловодческого звена. 
В 1945 году была награждена медалью «За доблестный труд в Великой Отечественной войне 1941—1945 гг.».
В 1947 году свекловодческое звено под руководством Зои Василенко собрало с каждого гектара по 800 центнеров сахарной свёклы с участка площадью 4 гектара. За этот доблестный труд она была удостоена в 1948 году звания Героя Социалистического Труда.
В браке приняла фамилию Шарапова.

## Награды
- Медаль «За доблестный труд в Великой Отечественной войне 1941—1945 гг.» (1945);
- Герой Социалистического Труда (1948);.
- Орден Ленина (1948);